# Бавра
Бавра (груз. ბავრა) — село в Грузії.
За даними перепису населення 2014 року в селі проживає 873 особи.